# Gruzja na Letniej Uniwersjadzie 2007
Gruzję na Letniej Uniwersjadzie w Bangkoku reprezentowało  zawodników. Gruzini zdobyli 2 medale (1 złoty i 1 brązowy)

## Medale

### Złoto
- Grigol Shinjikashvili - judo, kategoria poniżej 81 kg

### Brąz
- Adam Okroashvili - judo, kategoria open